# Cristhian Lagos
Cristhian Lagos Navarro (Ciudad Cortés, Osa, Costa Rica, 17 de agosto de 1984) es un futbolista costarricense.

## Trayectoria
Lagos nació en Ciudad Cortés, el cantón de Osa. Se trasladó desde niño con su familia a Siquirres, en Limón. No tuvo una formación en Ligas menores como tal, sin embargo ese gran talento que lo caracteriza nunca lo perdió y su ascenso a la Primera División fue en una etapa muy tardía de su carrera deportiva. Inicialmente, hizo sus primeras armas en el fútbol aficionado de la Liga de Ascenso con el equipo de la A. D. Matineña, en Matina, en el año 2006.
En el fútbol profesional, comenzó con Turrialba, donde jugó las temporadas 2008-2009 y 2009-2010 en la Segunda División. Anotó 36 goles en 2009 con el equipo azucarero. Luego pasó a las filas del Brujas FC entre el 2010 y el 2011, donde jugó sus primeros torneos en Primera División anotando 9 goles.
Su olfato goleador lo hizo llegar a Liga Deportiva Alajuelense en 2011 donde tuvo poca regularidad y anotó solamente un gol, aunado a la falta de oportunidad, este fue ante Pérez Zeledón el 31 de julio de 2011 en el estadio Municipal de Pérez Zeledón. 
El destino le traería buenas cosas a Lagos, luego se integró al Santos de Guápiles donde fue capitán y firmó su mejor año como deportista en el 2012 donde anotó 28 goles: 10 goles en el Verano 2012 y 18 goles en el Invierno 2012, convirtiéndose en el Invierno 2012 el máximo goleador en la historia de los torneos cortos desde su creación en 2007. Su éxito lo llevó a fichar con el Deportivo Saprissa en diciembre de 2012, donde jugará por los próximos cuatro torneos.
Su presentación con el Saprissa fue oficial el 14 de diciembre de 2012. El 7 de agosto de 2013 el Saprissa hizo oficial el traspaso en calidad de préstamo de Lagos de nuevo al Santos de Guápiles. Actualmente es el goleador histórico del Santos.
En diciembre del 2013, a pesar de contar con un contrato vigente con el Saprissa para afrontar el Verano 2014, su equipo decidió finiquitarlo para que jugara por 6 meses con el Churchill Brothers SC de la I-League de la India. Sin embargo, en marzo de 2014, Lagos se desvinculó del club indio y regresó inesperadamente al país, debido a que se le adeudaron dos meses de salario. Para el torneo de Invierno 2014, regresó una vez más al Santos de Guápiles. En el 2015 pasa a formar parte del Club Sport Herediano, equipo con el que milita hasta la actualidad. Con los florenses se proclamó campeón del Verano 2015. Para el 2016 Lagos es contratado por el Xelajú de Guatemala, el delantero vendría a préstamo con los superchivos por los próximos seis meses, gestión realizada por el club con el gerente deportivo del CSH Jafet Soto, a pedido del DT Hernán Medford. A mediados de ese año regresó al conjunto florense, disputando varios partidos del Campeonato de Invierno. Sin embargo, debido a la baja regularidad por la competencia en la posición de delantero, Lagos fue enviado como cesión al Santos de Guápiles.
El 3 de julio de 2018 es presentado como nuevo jugador de Jicaral Sercoba para la temporada 2018-2019
El 15 de agosto de 2021 firma por dos torneos cortos con la Asociación Deportiva Carmelita en la Segunda División de Costa Rica para el Apertura 2021, debutando el 21 de agosto de 2021 con gol.

## Selección nacional
Hizo su debut con la Selección de Costa Rica el 14 de noviembre de 2012 en el Estadio Ramón Tahuichi Aguilera de la ciudad de Santa Cruz de la Sierra en Bolivia, ante dicha selección local. Su primer gol con la Selección de Costa Rica lo hizo el 20 de enero del 2013 en el Estadio Nacional contra Selección de fútbol de Nicaragua.

#### Goles internacionales
| Gol | Fecha               | Sede                         | Oponente  | Marcador | Resultado | Competencia                      |
| --- | ------------------- | ---------------------------- | --------- | -------- | --------- | -------------------------------- |
| 1.  | 20 de enero de 2013 | Estadio Nacional, Costa Rica | Nicaragua | 1 - 0    | 2 - 0     | Copa de la UNCAF Costa Rica 2013 |

## Clubes
| Club                      | País       | Año       |
| ------------------------- | ---------- | --------- |
| A. D. Municipal Turrialba | Costa Rica | 2008-2010 |
| Brujas F. C.              | Costa Rica | 2010-2011 |
| L. D. Alajuelense         | Costa Rica | 2011-2012 |
| Santos de Guápiles        | Costa Rica | 2012-2013 |
| Deportivo Saprissa        | Costa Rica | 2013      |
| Santos de Guápiles        | Costa Rica | 2013-2014 |
| Churchill Brothers S.C.   | India      | 2014      |
| C. S. Herediano           | Costa Rica | 2015      |
| Xelajú M.C.               | Guatemala  | 2016      |
| C. S. Herediano           | Costa Rica | 2016      |
| Santos de Guápiles        | Costa Rica | 2016-2017 |
| Jicaral Sercoba           | Costa Rica | 2017      |
| Santos de Guápiles        | Costa Rica | 2017-2019 |
| Jicaral Sercoba           | Costa Rica | 2019      |
| A.D. Municipal Turrialba  | Costa Rica | 2020      |
| Sporting F. C.            | Costa Rica | 2021      |
| A. D Carmelita            | Costa Rica | 2021      |
| A. D. Sarchí              | Costa Rica | 2022      |
| Deportivo Upala F. C.     | Costa Rica | 2022      |
| A. D. Rosario             | Costa Rica | 2023-2025 |

## Palmarés

### Títulos nacionales
| Título                         | Club               | País       | Año  |
| ------------------------------ | ------------------ | ---------- | ---- |
| Primera División de Costa Rica | L. D. Alajuelense  | Costa Rica | 2011 |
| Torneo de Copa de Costa Rica   | Deportivo Saprissa | Costa Rica | 2013 |
| Primera División de Costa Rica | C. S. Herediano    | Costa Rica | 2015 |
| Tercera División de Costa Rica | A. D. Rosario      | Costa Rica | 2023 |

### Títulos internacionales
| Título                     | Equipo                  | Sede       | Año  |
| -------------------------- | ----------------------- | ---------- | ---- |
| Copa Centroamericana Uncaf | Selección de Costa Rica | Costa Rica | 2013 |

### Distinciones individuales
| Distinción                                                      | Año  |
| --------------------------------------------------------------- | ---- |
| Máximo anotador de la Primera División de Costa Rica (10 goles) | 2012 |
| Máximo anotador de la Primera División de Costa Rica (18 goles) | 2012 |
| Máximo anotador de la Primera División de Costa Rica (13 goles) | 2013 |